# Oskar Kokoschka
Oskar Kokoschka (Pöchlarn, Áustria–Hungria, 1 de março de 1886 — Montreux, Suíça, 22 de fevereiro de 1980) foi um pintor expressionista e escritor austríaco.

## Biografia

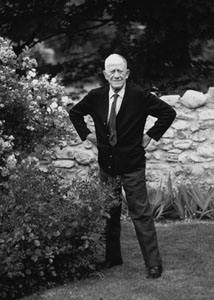
1963

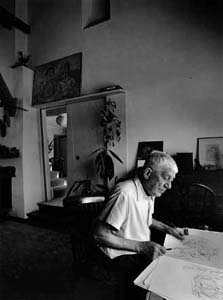

Kokoschka nasceu no Império Áustro-Húngaro, filho de um ourives. De 1905 a 1909, assiste aos cursos da Kunstgewerbeschule de Viena. Um dos seus professores é Gustav Klimt e uma de suas colegas Elsa Oeltjen-Kasimir.
Em 1910 muda-se de Viena para Berlim, por rejeitar o Jugendstil. A partir de 1912, Kokoschka vive uma paixão por Alma Mahler-Werfel. Este amor e as cartas trocadas inspirou-lhe diferentes obras de arte. Sua pintura evolui rapidamente: ele começa a trabalhar com pincéis mais largos e sua cada vez mais cores. Em 1914, ele se junta aos pintores da Secessão vienense em Berlim.
Com o início da Primeira Guerra Mundial alista-se num regimento de Dragões. Na frente de batalha, foi ferido e em 1916 internado num hospital em Dresden, onde ficou até 1923.
Em 1917, instala-se em Dresden onde conhece Adolf Loos, arquiteto. Torna-se professor da Escola de Artes de Dresden de 1919 a 1924.
Volta a Viena em 1933. Depois da morte de sua mãe, em 1934, exila-se em Praga por razões políticas, lá conhece Olga Palkovska, com quem contraiu matrimónio.
Em 1938, devido à ocupação nazi da Checoslováquia, abandonou o seu estúdio na Moldávia e foge com sua mulher para Londres (1938-53).
Em 1953, estabelece-se em Villeneuve, Suíça, onde passa os últimos 27 anos de sua vida.
A Fundação Kokoschka se situa ao Museu Jenisch de Vevey, Suíça.

## Exposições
- Kunstschau (1908 a 1909)

## Obra literária
- O Assassino
- Esperança de Mulheres
- A Esfinge
- O Homem de Palha

## Obra pictórica
| - 1909 – Crianças a brincar (óleo sobre tela 72 x 108 cm) | - 1921 – Dresden Neustad II (óleo sobre tela 59,7 x 80 cm) | - 1926 – Londres, Panorama do Tamisa I (óleo sobre tela 90 x 130 cm) | - 1938 – Praga, Nostalgia (óleo sobre tela 56 x 76 cm) | - 1958-1975 – Teseu e Antiope (óleo sobre tela 195 x 165 cm) |

### Escritos
Kokoschka redigiu ensaios, artigos e uma autobiografia: Mein Leben, em 1971. Sua correspondência foi publicada em 1984:
- 1911: Der brennende Dornbusch
- 1919: Orphée et Eurydice
- 1916: Meurtre, Espoir de la Femme
- 1917: Hiob
- 1917: Die traümenden Knaben, ilustrada com litografias originais.
- 1984: Mirages du passé, éditions Gallimard (ISBN 2-07-070235-9)

## Ligações Externas
- Fondation Oskar Kokoschka
- (em inglês) biographie)